# Croacia en el Festival de la Canción de Eurovisión 2022
Croacia participó en el LXVI Festival de la Canción de Eurovisión, que se celebró en Turín, Italia del 10 al 14 de mayo de 2022, tras la victoria de Måneskin con la canción «Zitti e buoni». La Hrvatska radiotelevizija (Radiotelevisión croata, en español), radiodifusora encargada de la participación croata dentro del festival, se encargó de organizar el tradicional Dora como final nacional del país para elegir al representante croata en Eurovisión. El festival celebrado en una sola gala el 19 de febrero de 2022, dio como ganadora a la cantante Mia Dimšić con la canción pop «Guilty Pleasure» compuesta por ella misma junto a Vjekoslav Dimter y Damir Bačić.
Pasando completamente desapercibida por las casas de apuestas, en el concurso Croacia compitió en la primera semifinal, siendo eliminada tras obtener la 11.ª posición con un total de 75 puntos, a poco menos de 30 puntos de la puntuación de corte para la final.

## Historia de Croacia en el Festival
Croacia es uno de los países de Europa del Este que se fueron uniendo al festival después de la disolución de Yugoslavia, debutando en 1993, tras clasificar en la «Kvalifikacija za Millstreet», la primera ronda eliminatoria realizada para el festival tras la alta demanda de países que deseaban participar en el concurso. Desde entonces el país ha concursado en 26 ocasiones, siendo su mejor participación en 1996 y en 1999, cuando se colocaron en 4.ª posición con Maja Blagdan con la canción «Sveta ljubav» y Doris Dragović con el tema «Marija Magdalena». Así mismo, el país se ha colocado en cuatro ocasiones más dentro de los mejores 10. Durante la existencia del sistema de relegación por promedios, Croacia fue uno de los 3 países junto a Malta y Suecia que nunca se le vio prohibida su participación, siendo uno de los países más exitosos del concurso durante los 90's y los principios de los 2000. Si bien, actualmente Croacia ha sido eliminado en semifinales en 8 de sus últimas 12 participaciones.
En 2021, la ganadora del tradicional Dora de ese año, Albina, no clasificó a la final terminando en 11.ª posición con 110 puntos en la semifinal 1, con el tema «Tick-Tock».

## Representante para Eurovisión

### Dora 2022
Croacia confirmó su participación en el Festival de Eurovisión 2022 en septiembre de 2021, anunciando que la tradicional final nacional «Dora» sería una vez más el método de selección para el participante croata en Eurovisión.
Inicialmente el periodo de recepción de las canciones era entre el 27 de octubre y el 25 de noviembre, siendo posteriormente anunciado que dicho plazo se extendía hasta 12 de diciembre de 2021, habiéndose recibido 184 canciones. El 17 de diciembre de 2021, se anunciaron las 14 canciones participantes, siendo seleccionadas por un panel de expertos conformado por: Željko Mesar (HRT), Zlatko Turkalj (HRT), Robert Urlić (HRT), Antonela Doko (Unión Croata de Música) y Aljoša Šerić (Sociedad Croata de Compositores).  
La competencia consistió en una sola final con una sola fase de votación: Los 14 participantes se someterían a una votación a 50/50 entre el jurado regional y el público. En esta ronda, 10 paneles de jurados representantes de las 10 regiones del país votaron las canciones con un sistema parecido al de Eurovisión: 12, 10, 8, 7, 6, 5, 4, 3, 2 y 1 punto. De esta forma, el jurado repartía un total de 580 puntos. El público también repartía los mismos 580 puntos con base en el porcentaje de votos recibidos a través de los dos métodos de votación: llamadas telefónicas y mensajes de texto. En esta ronda, el mayor votado sumando ambas puntuaciones se declaraba ganador del festival y representante de Croacia en Eurovisión.

#### Candidaturas
Las candidaturas fueron presentadas el 17 de diciembre, anunciandose a su vez 4 canciones de reserva en el caso de que alguno de los participantes se retirara o fuera descalificado: «3 AM» de Karlo Vudrić, «Gladiator» de Vlatka Burić Dujmović Vyan, «What If» de Totalni Optimizam y «Ghost» de Stella Scholaja. Las canciones, a diferencia del año anterior, debían ser presentadas en la final nacional en su versión definitiva, siendo permitidos de cara al festival de Eurovisión cambios menores con previa aceptación por parte de la televisora croata.
Las canciones fueron publicadas el 10 de febrero de 2022, siendo reproducidas primeramente en el canal de Radio de la HRT «Svijet diskografije» y posteriormente fueron publicados los videos en el canal oficial de la HRT de YouTube.
| Artista          | Canción (Traducción)                                         | Idioma         | Compositor(es)                                                                                   |
| ---------------- | ------------------------------------------------------------ | -------------- | ------------------------------------------------------------------------------------------------ |
| Bernarda         | «Here for Love» («Aquí por amor»)                            | Inglés         | Bernarda Brunović, Adriana Pupavac, Andreas Björkman, Karl Persson, Jonas Ekdahl, Aidan O'Connor |
| Elis Lovrić      | «No War» («Sin guerra»)                                      | Inglés         | Anthony Kukuljan, Elis Lovrić, Sandi Bratonja                                                    |
| Ella Orešković   | «If You Go Away» («Si te vas»)                               | Inglés         | Siniša Reljić                                                                                    |
| Eric Vidović     | «I Found You» («Encontrarte»)                                | Inglés         | Eric Vidović, Filip Vidović, Gordan Dragić                                                       |
| Jessa            | «My Next Mistake» («Mi siguiente error»)                     | Inglés         | Silvio Pasarić, Jessica Atlić-McColgan                                                           |
| Marko Bošnjak    | «Moli za nas» («Ruega por nosotros»)                         | Croata         | Vlaho Arbulić, Mihovil Šoštarić                                                                  |
| Mia Dimšić       | «Guilty Pleasure» («Placer culpable»)                        | Inglés         | Mia Dimšić, Vjekoslav Dimter, Damir Bačić, Ante Gelo                                             |
| Mia Negovetić    | «Forgive Me (Oprosti)» («Perdóname (Lo siento)»)             | Inglés, Croata | Andreas Stone Johansson, Denniz Jamm, Laurell Barker, Mia Negovetić                              |
| Mila Elegović    | «Ljubav» («Amor»)                                            | Croata         | Bruno Krajcar                                                                                    |
| Roko Vušković    | «Malo kasnije» («Un poco más tarde»)                         | Croata         | Predrag Martinjak, Roko Vušković, Jan Šinjor Cvetković                                           |
| Tia              | «Voli me do neba» («Ámame hasta el cielo»)                   | Croata         | Vlaho Arbulić, Mihovil Šoštarić                                                                  |
| Tina Vukov       | «Hideout» («Esconderse»)                                     | Inglés         | Rejhan Okanović, Tomislav Gojanović, Josipa Vujević                                              |
| ToMa             | «In the Darkness» («En la oscuridad»)                        | Inglés         | Adriana Pupavac, Andreas Björkman, Tomislav Marić, Aidan O'Connor, Samuel Runsteen               |
| Zdenka Kovačiček | «Stay on the Bright Side» («Mantenerse en el lado luminoso») | Inglés         | Adi Karas, Elvis Sršen NoA, Zvonimir Bajević, Jurica Hotko                                       |

#### Final
La final tuvo lugar en el Palacio de Deportes Marino Cvetković en Opatija el 19 de febrero de 2022 sin audiencia en vivo por las restricciones existentes por la Pandemia de COVID-19, siendo presentado por Duško Ćurlić, Elizabeta Brodić y Franka Batelić. Tras las votaciones, la ganadora fue de manera sorpresiva, Mia Dimšić con la balada country «Guilty Pleasure» compuesta por ella misma junto a Vjekoslav Dimter, Damir Bačić y Ante Gelo. Si bien la canción ganadora fue interpretada íntegramente en inglés, en el festival la HRT junto a la RAI y la UER le permitieron cantar el último estribillo de la canción en croata.
| N.º | Artista          | Canción                   | Jurado | Televoto | Televoto   | Televoto | Lugar | Puntos |
| N.º | Artista          | Canción                   | Jurado | Votos    | Porcentaje | Puntos   | Lugar | Puntos |
| --- | ---------------- | ------------------------- | ------ | -------- | ---------- | -------- | ----- | ------ |
| 1   | Mila Elegović    | «Ljubav»                  | 3      | 1,391    | 1.93%      | 12       | 14    | 15     |
| 2   | Mia Negovetić    | «Forgive Me (Oprosti)»    | 81     | 7,504    | 10.53%     | 60       | 3     | 141    |
| 3   | Marko Bošnjak    | «Moli za nas»             | 71     | 13,503   | 18.94%     | 108      | 2     | 179    |
| 4   | Jessa            | «My Next Mistake»         | 8      | 1,126    | 1.58%      | 9        | 12    | 17     |
| 5   | Zdenka Kovačiček | «Stay on the Bright Side» | 31     | 2,503    | 3.51%      | 20       | 9     | 51     |
| 6   | Tina Vukov       | «Hideout»                 | 33     | 2,856    | 4.01%      | 23       | 8     | 56     |
| 7   | Roko Vušković    | «Malo kasnije»            | 8      | 1,073    | 1.51%      | 9        | 13    | 17     |
| 8   | Bernarda         | «Here for Love»           | 64     | 5,911    | 8.29%      | 47       | 4     | 111    |
| 9   | Eric Vidović     | «I Found You»             | 59     | 5,407    | 7.58%      | 43       | 5     | 102    |
| 10  | ToMa             | «In the Darkness»         | 43     | 3,059    | 4.29%      | 25       | 7     | 68     |
| 11  | Elis Lovrić      | «No War»                  | 64     | 3,732    | 5.23%      | 30       | 6     | 94     |
| 12  | Ella Orešković   | «If You Go Away»          | 11     | 2,109    | 2.96%      | 17       | 10    | 28     |
| 13  | Tia              | «Voli me do neba»         | 13     | 1,357    | 1.90%      | 11       | 11    | 24     |
| 14  | Mia Dimšić       | «Guilty Pleasure»         | 91     | 20,659   | 28.98%     | 166      | 1     | 257    |

| Votación del jurado regional | Votación del jurado regional | Votación del jurado regional | Votación del jurado regional | Votación del jurado regional | Votación del jurado regional | Votación del jurado regional | Votación del jurado regional | Votación del jurado regional | Votación del jurado regional | Votación del jurado regional | Votación del jurado regional |
| Canción                      | Rijeka                       | Pula                         | Osijek                       | Varaždin & Čakovec           | Split                        | Vukovar                      | Knin & Šibenik               | Zadar                        | Dubrovnik                    | Zagreb                       | Total                        |
| ---------------------------- | ---------------------------- | ---------------------------- | ---------------------------- | ---------------------------- | ---------------------------- | ---------------------------- | ---------------------------- | ---------------------------- | ---------------------------- | ---------------------------- | ---------------------------- |
| «Ljubav»                     |                              | 1                            |                              |                              |                              |                              |                              |                              |                              | 2                            | 3                            |
| «Forgive Me (Oprosti)»       | 7                            | 6                            | 6                            | 5                            | 10                           | 10                           | 12                           | 12                           | 7                            | 6                            | 81                           |
| «Moli za nas»                | 2                            | 4                            | 8                            | 7                            | 12                           | 12                           | 8                            | 2                            | 6                            | 10                           | 71                           |
| «My Next Mistake»            |                              | 2                            |                              |                              | 3                            |                              |                              | 3                            |                              |                              | 8                            |
| «Stay on the Bright Side»    | 3                            | 5                            | 2                            | 4                            |                              | 3                            | 4                            | 5                            | 5                            |                              | 31                           |
| «Hideout»                    | 6                            | 3                            | 7                            |                              | 1                            | 1                            | 5                            | 1                            | 4                            | 5                            | 33                           |
| «Malo kasnije»               |                              |                              |                              |                              |                              | 5                            | 1                            |                              | 2                            |                              | 8                            |
| «Here for Love»              | 12                           | 7                            | 1                            | 6                            | 7                            | 6                            | 7                            | 8                            | 3                            | 7                            | 64                           |
| «I Found You»                | 10                           | 12                           |                              | 3                            | 6                            | 4                            | 3                            | 6                            | 12                           | 3                            | 59                           |
| «In the Darkness»            | 4                            |                              | 4                            | 8                            | 4                            | 7                            |                              | 4                            |                              | 12                           | 43                           |
| «No War»                     | 5                            | 8                            | 10                           | 10                           | 2                            | 2                            | 6                            | 10                           | 10                           | 1                            | 64                           |
| «If You Go Away»             | 1                            |                              | 3                            | 2                            | 5                            |                              |                              |                              |                              |                              | 11                           |
| «Voli me do neba»            |                              |                              | 5                            | 1                            |                              |                              | 2                            |                              | 1                            | 4                            | 13                           |
| «Guilty Pleasure»            | 8                            | 10                           | 12                           | 12                           | 8                            | 8                            | 10                           | 7                            | 8                            | 8                            | 91                           |

| Máximas puntuaciones | Máximas puntuaciones   | Máximas puntuaciones       |
| N.º                  | A                      | De                         |
| -------------------- | ---------------------- | -------------------------- |
| 2                    | «Forgive Me (Oprosti)» | Knin & Šibenik, Zadar      |
| 2                    | «Guilty Pleasure»      | Osijek, Varaždin & Čakovec |
| 2                    | «I Found You»          | Pula, Dubrovnik            |
| 2                    | «Moli Za Nas»          | Split, Vukovar             |
| 1                    | «In The Darkness»      | Zagreb                     |
| 1                    | «Here for Love»        | Rijeka                     |

## En Eurovisión
De acuerdo a las reglas del festival, todos los concursantes iniciaron desde las semifinales, a excepción del anfitrión (en este caso, Italia) y el Big Five compuesto por Alemania, España, Francia, la misma Italia y Reino Unido. En el sorteo realizado el 25 de enero de 2022, Croacia fue sorteada en la primera semifinal del festival. En este mismo sorteo, se determinó que participaría en la segunda mitad de la semifinal (posiciones 10-18). Semanas después, ya conocidos los artistas y sus respectivas canciones participantes, la producción del programa dio a conocer el orden de actuación, determinando que el país participaría en la decimoprimera posición, precedida por Portugal y seguida de Dinamarca.
Los comentarios para Croacia corrieron por sexta ocasión consecutiva por parte de Duško Ćurlić en la transmisión por televisión, mientras que la transmisión por radio fue comentada por Zlatko Turkalj Turki. El portavoz de la votación del jurado profesional croata fue por segundo año consecutivo Ivan Dorian Molnar.

### Semifinal 1

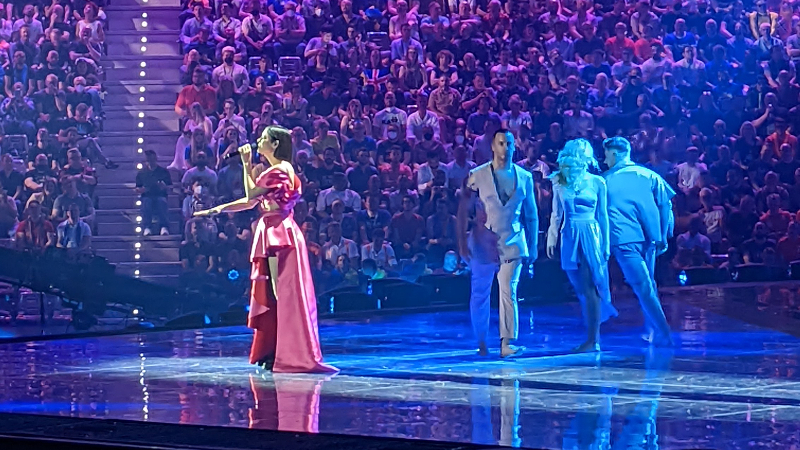
Mia Dimšić durante la primera semifinal.

Mia Dimšić tomó parte de los ensayos los días 1 y 4 de mayo así como de los ensayos generales con vestuario de la primera semifinal los días 9 y 10 de mayo. El ensayo general de la tarde del 9 fue tomado en cuenta por los jurados profesionales para emitir sus votos, que representaron el 50% de los puntos. Croacia se presentó en la posición 11, detrás de Dinamarca y por delante de Portugal.
La actuación croata fue un poco distinta a la presentada en la final nacional. Mia se presentó con un vestido en color rosa metálico iniciando la canción tocando la guitarra frente a un micrófono de pedestal. En el escenario fue acompañada por tres bailarines, dos chicos y una chica que realizaron una coreografía alrededor de Mia. Los fondos de la pantalla LED mostraban un bosque mágico en tonos azules y terminando los bailarines siendo iluminados en un color rosa al final de la canción.
Al final del show, Croacia no fue anunciada como uno de los países clasificados para la gran final. Los resultados revelados una vez terminado el festival, posicionaron a Croacia en 11° lugar de la semifinal con un total de 75 puntos, habiendo obtenido la 10.ª posición del jurado profesional con 42 puntos y el 12° lugar del televoto con 33 puntos. (incluyendo la máxima puntuación de Eslovenia).

### Votación

#### Puntuación a Croacia

##### Semifinal 1
| Jurado      | Jurado             | Jurado                                       | Jurado     | Jurado                      |
| 12 puntos   | 10 puntos          | 8 puntos                                     | 7 puntos   | 6 puntos                    |
| ----------- | ------------------ | -------------------------------------------- | ---------- | --------------------------- |
|             |                    | - Eslovenia - Grecia                         |            | - Bulgaria                  |
| 5 puntos    | 4 puntos           | 3 puntos                                     | 2 puntos   | 1 punto                     |
|             | - Armenia - Italia | - Albania - Austria - Países Bajos - Ucrania |            |                             |
| Televoto    |                    |                                              |            |                             |
| 12 puntos   | 10 puntos          | 8 puntos                                     | 7 puntos   | 6 puntos                    |
| - Eslovenia |                    |                                              |            | - Albania - Austria - Suiza |
| 5 puntos    | 4 puntos           | 3 puntos                                     | 2 puntos   | 1 punto                     |
|             |                    |                                              | - Bulgaria | - Portugal                  |

#### Votación realizada por Croacia
| Puntos    | Jurado       | Televoto     |
| --------- | ------------ | ------------ |
| 12 puntos | Portugal     | Ucrania      |
| 10 puntos | Lituania     | Moldavia     |
| 8 puntos  | Grecia       | Eslovenia    |
| 7 puntos  | Ucrania      | Noruega      |
| 6 puntos  | Suiza        | Lituania     |
| 5 puntos  | Eslovenia    | Armenia      |
| 4 puntos  | Islandia     | Austria      |
| 3 puntos  | Dinamarca    | Países Bajos |
| 2 puntos  | Países Bajos | Albania      |
| 1 punto   | Armenia      | Portugal     |

| Puntos    | Jurado       | Televoto |
| --------- | ------------ | -------- |
| 12 puntos | Serbia       | Serbia   |
| 10 puntos | Portugal     | Ucrania  |
| 8 puntos  | Ucrania      | Moldavia |
| 7 puntos  | Lituania     | España   |
| 6 puntos  | España       | Italia   |
| 5 puntos  | Suecia       | Noruega  |
| 4 puntos  | Italia       | Suecia   |
| 3 puntos  | Grecia       | Lituania |
| 2 puntos  | Países Bajos | Estonia  |
| 1 punto   | Suiza        | Francia  |

##### Desglose
El jurado croata estuvo compuesto por:
- Dinko Komadina
- Mia Elizabeta Negovetić
- Nela
- Pegi
- Saša Lozar

| Semifinal 1 | Semifinal 1  | Semifinal 1                | Semifinal 1                | Semifinal 1                | Semifinal 1                | Semifinal 1                | Semifinal 1                | Semifinal 1                | Semifinal 1                | Semifinal 1                |
| N.º         | País         | Jurado                     | Jurado                     | Jurado                     | Jurado                     | Jurado                     | Jurado                     | Jurado                     | Televoto                   | Televoto                   |
| N.º         | País         | Jurado A                   | Jurado B                   | Jurado C                   | Jurado D                   | Jurado E                   | Ranking                    | Puntos                     | Ranking                    | Puntos                     |
| ----------- | ------------ | -------------------------- | -------------------------- | -------------------------- | -------------------------- | -------------------------- | -------------------------- | -------------------------- | -------------------------- | -------------------------- |
| 01          | Albania      | 14                         | 16                         | 16                         | 9                          | 12                         | 14                         |                            | 9                          | 2                          |
| 02          | Letonia      | 12                         | 11                         | 11                         | 11                         | 10                         | 11                         |                            | 13                         |                            |
| 03          | Lituania     | 2                          | 3                          | 1                          | 4                          | 2                          | 2                          | 10                         | 5                          | 6                          |
| 04          | Suiza        | 5                          | 1                          | 7                          | 5                          | 16                         | 5                          | 6                          | 16                         |                            |
| 05          | Eslovenia    | 6                          | 10                         | 4                          | 8                          | 4                          | 6                          | 5                          | 3                          | 8                          |
| 06          | Ucrania      | 3                          | 7                          | 6                          | 3                          | 7                          | 4                          | 7                          | 1                          | 12                         |
| 07          | Bulgaria     | 15                         | 15                         | 15                         | 15                         | 14                         | 16                         |                            | 14                         |                            |
| 08          | Países Bajos | 7                          | 4                          | 5                          | 12                         | 15                         | 9                          | 2                          | 8                          | 3                          |
| 09          | Moldavia     | 16                         | 12                         | 14                         | 13                         | 9                          | 13                         |                            | 2                          | 10                         |
| 10          | Portugal     | 1                          | 5                          | 3                          | 2                          | 1                          | 1                          | 12                         | 10                         | 1                          |
| 11          | Croacia      | -------------------------- | -------------------------- | -------------------------- | -------------------------- | -------------------------- | -------------------------- | -------------------------- | -------------------------- | -------------------------- |
| 12          | Dinamarca    | 9                          | 6                          | 8                          | 6                          | 6                          | 8                          | 3                          | 12                         |                            |
| 13          | Austria      | 13                         | 13                         | 13                         | 16                         | 13                         | 15                         |                            | 7                          | 4                          |
| 14          | Islandia     | 8                          | 8                          | 9                          | 7                          | 3                          | 7                          | 4                          | 15                         |                            |
| 15          | Grecia       | 4                          | 2                          | 2                          | 1                          | 5                          | 3                          | 8                          | 11                         |                            |
| 16          | Noruega      | 11                         | 14                         | 12                         | 14                         | 8                          | 12                         |                            | 4                          | 7                          |
| 17          | Armenia      | 10                         | 9                          | 10                         | 10                         | 11                         | 10                         | 1                          | 6                          | 5                          |

| Final | Final           | Final    | Final    | Final    | Final    | Final    | Final   | Final  | Final    | Final    |
| N.º   | País            | Jurado   | Jurado   | Jurado   | Jurado   | Jurado   | Jurado  | Jurado | Televoto | Televoto |
| N.º   | País            | Jurado A | Jurado B | Jurado C | Jurado D | Jurado E | Ranking | Puntos | Ranking  | Puntos   |
| ----- | --------------- | -------- | -------- | -------- | -------- | -------- | ------- | ------ | -------- | -------- |
| 01    | República Checa | 19       | 14       | 12       | 17       | 9        | 15      |        | 20       |          |
| 02    | Rumania         | 23       | 22       | 8        | 23       | 11       | 16      |        | 15       |          |
| 03    | Portugal        | 2        | 11       | 2        | 1        | 2        | 2       | 10     | 12       |          |
| 04    | Finlandia       | 24       | 21       | 24       | 24       | 21       | 25      |        | 16       |          |
| 05    | Suiza           | 12       | 7        | 10       | 9        | 25       | 10      | 1      | 23       |          |
| 06    | Francia         | 14       | 15       | 23       | 25       | 15       | 22      |        | 10       | 1        |
| 07    | Noruega         | 6        | 9        | 13       | 20       | 13       | 11      |        | 6        | 5        |
| 08    | Armenia         | 22       | 8        | 16       | 16       | 19       | 17      |        | 19       |          |
| 09    | Italia          | 7        | 16       | 11       | 3        | 4        | 7       | 4      | 5        | 6        |
| 10    | España          | 5        | 2        | 6        | 11       | 6        | 5       | 6      | 4        | 7        |
| 11    | Países Bajos    | 8        | 6        | 7        | 5        | 24       | 9       | 2      | 11       |          |
| 12    | Ucrania         | 3        | 5        | 9        | 4        | 5        | 3       | 8      | 2        | 10       |
| 13    | Alemania        | 21       | 3        | 20       | 19       | 20       | 12      |        | 17       |          |
| 14    | Lituania        | 4        | 10       | 4        | 8        | 3        | 4       | 7      | 8        | 3        |
| 15    | Azerbaiyán      | 17       | 25       | 19       | 10       | 8        | 13      |        | 25       |          |
| 16    | Bélgica         | 20       | 24       | 17       | 18       | 23       | 23      |        | 18       |          |
| 17    | Grecia          | 10       | 12       | 5        | 6        | 7        | 8       | 3      | 21       |          |
| 18    | Islandia        | 15       | 13       | 18       | 14       | 14       | 18      |        | 24       |          |
| 19    | Moldavia        | 25       | 23       | 25       | 22       | 16       | 24      |        | 3        | 8        |
| 20    | Suecia          | 11       | 4        | 1        | 7        | 22       | 6       | 5      | 7        | 4        |
| 21    | Australia       | 13       | 18       | 22       | 13       | 17       | 20      |        | 22       |          |
| 22    | Reino Unido     | 16       | 17       | 14       | 12       | 18       | 19      |        | 14       |          |
| 23    | Polonia         | 9        | 19       | 15       | 15       | 12       | 14      |        | 13       |          |
| 24    | Serbia          | 1        | 1        | 3        | 2        | 1        | 1       | 12     | 1        | 12       |
| 25    | Estonia         | 18       | 20       | 21       | 21       | 10       | 21      |        | 9        | 2        |